# Красная улица (Колпино)
Кра́сная у́лица — улица в городе Колпино Колпинского района Санкт-Петербурга. Проходит от набережной Комсомольского канала до улицы Ижорского Батальона и Зелёной набережной. На север после Никольского моста продолжается Соборной улицей, на юг — улицей Анисимова.
Первоначально носила название Никольская улица; оно известно с 1854 года. Тогда улица включала современную Соборную улицу и проходила от Московской железнодорожной линии до улицы Ремизова. Связано наименование с Никольской слободой, на территории которой располагалась улица. Никольская слобода в свою очередь получила название по находившейся здесь полотняной церкви Святого Николая.
В 1872 году из состава Никольской улицы была выделена 1-я Горская улица — севернее Комсомольского канала (ныне Соборная улица). Южная часть стала 1-й Никольской улицей. 4 мая 1882 году числительное из названия убрали, и улица вновь стала Никольской.
Примерно в 1918 году улицу переименовали в Красную в соответствии с новой революционной терминологией.
В 1968 году в состав Красной улицы включили набережную реки Ижора (от улицы Ремизова до улицы Ижорского Батальона). Этот топоним появился в начале XX века, и тогда улица шла по берегу реки от Комсомольского канала, однако в 1940-х участок включили в территорию парка.
Западную сторону между Комсомольским каналом и улицей Ремизова занимает безымянный парк. В 2015—2017 годах планировалось провести его капитальный ремонт.

## Перекрёстки
- Набережная Комсомольского канала / Никольский мост
- Новгородская улица
- Тосненский переулок
- Улица Тазаева
- Улица Ремизова
- Улица Ижорского Батальона